# Alexander Mosby Clayton
Alexander Mosby Clayton (* 15. Januar 1801 im Campbell County, Virginia; † 30. September 1889 nahe Lamar, Benton County, Mississippi) war ein US-amerikanischer Politiker (Demokratische Partei).
Clayton bekleidete 1832 das Amt des Richters am Arkansas Territorial Supreme Court. Danach war er von 1842 bis 1852 und noch einmal von 1866 bis 1869 Richter in Mississippi. Ferner war er 1853 US-Konsul in Havanna. Er vertrat 1861 zuerst Mississippi bei dessen Sezessionskonvent und später im Provisorischen Konföderiertenkongress. Im selben Jahr war er auch als konföderierter Bezirksrichter tätig. 1876 vertrat er Mississippi beim Democratic National Convention.
Er starb 1889 nahe Lamar, Mississippi und wurde anschließend auf dem Hillcrest Cemetery in Holly Springs beigesetzt.